# Portugieser

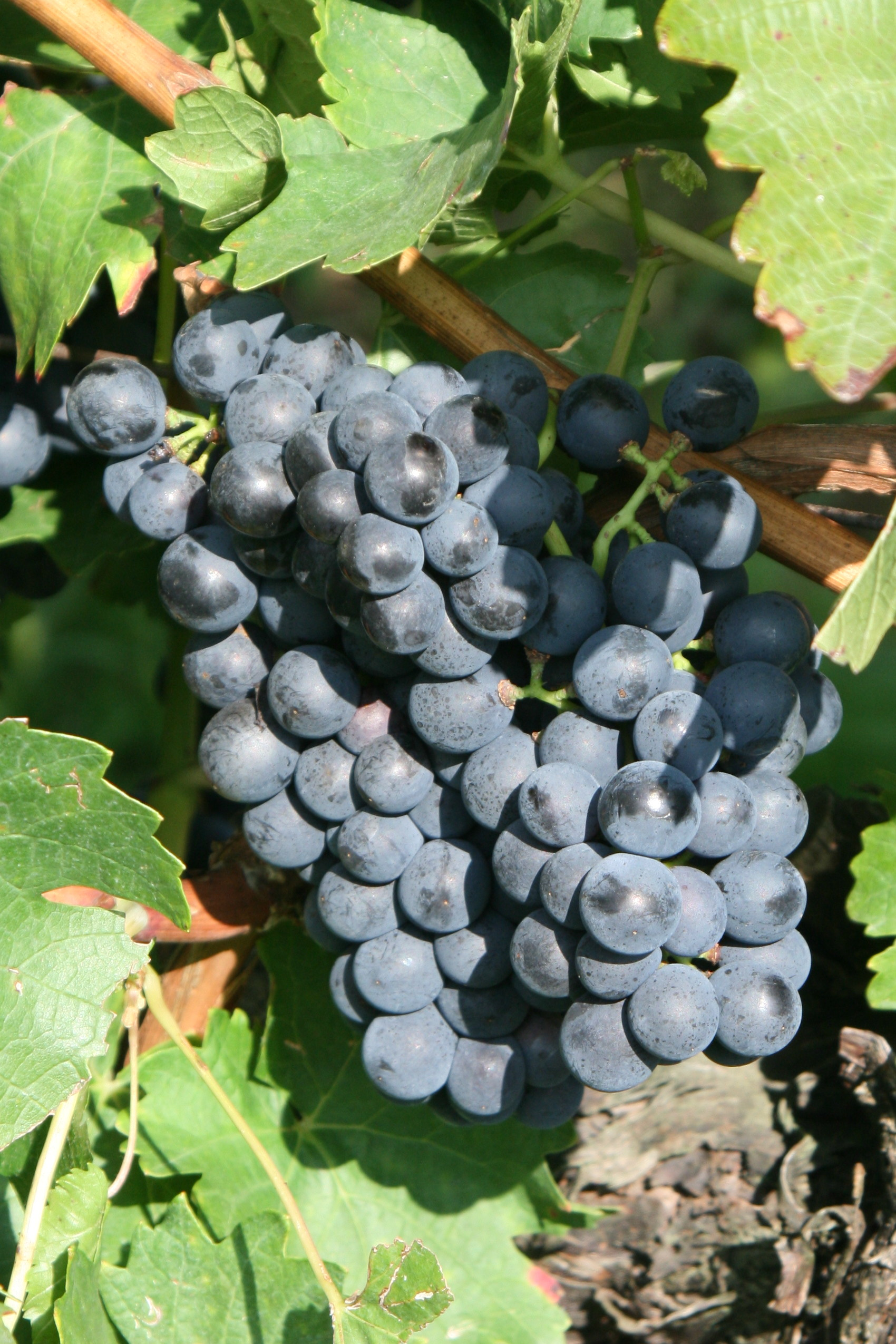

Portugieser är en blå vindruva som odlas i stor utsträckning i Tyskland, Österrike och Ungern där den kallas Kékoportó. I Tyskland var  38 km², eller 3,7% av vinarealen, bestyckad med Portugieser år 2012. De viktigaste odlingsområdena var Pfalz och Rheinhessen..
Namnet till trots har druvan ingenting med Portugal att göra, utan den kommer från Donau-regionen i Österrike. Druvan ger ett lätta bäriga viner med låga tanniner påminnande om Pinot Noir, men det finns även grå, gröna och vita varianter.